# Gil Vaz da Costa
Gil Vaz da Costa ou Gil Anes da Costa era um fidalgo irmão de Vasco Anes Corte Real (I) e, como ele, natural de Tavira, e fundador da segunda linhagem dos Corte-Real.
Em 1437 el-rei D.Duarte nomeou-o sacador régio no Algarve, confirmado mais tarde por Afonso V de Portugal.
Exerceu também as funções de fronteiro-mor do Reino do Algarve.